# Andrographinae
Andrographinae es una subtribu de la familia Acanthaceae, subfamilia Acanthoideae, tribu Ruellieae que tiene los siguientes géneros:

## Géneros
Andrographis - Cystacanthus - Diotacanthus - Graphandra - Gymnostachyum - Haplanthodes - Indoneesiella - Phlogacanthus